# Blossia falcifera
Blossia falcifera es una especie de arácnido  del orden Solifugae de la familia Daesiidae. Presenta las subespecies:
- Blossia falcifera brachygnatha
- Blossia falcifera falcifera
- Blossia falcifera longicornis
- Blossia falcifera namibensis
- Blossia falcifera natalensis
- Blossia falcifera omatjensis
- Blossia falcifera quibensis
- Blossia falcifera transvaalica

## Distribución geográfica
Se encuentra en el sur de África.